# Casado (plato)
El casado es un plato tradicional de la cocina costarricense. Se trata de una comida muy abundante que consiste en arroz, frijoles y plátano maduro, picadillo, se suele acompañar de carne de vacuno, cerdo, pescado o pollo. Se incluye una guarnición de col, ensalada y usualmente se le añade pasta en diversas variantes. Este platillo es considerado un blue-plate special en Costa Rica.

## Etimología

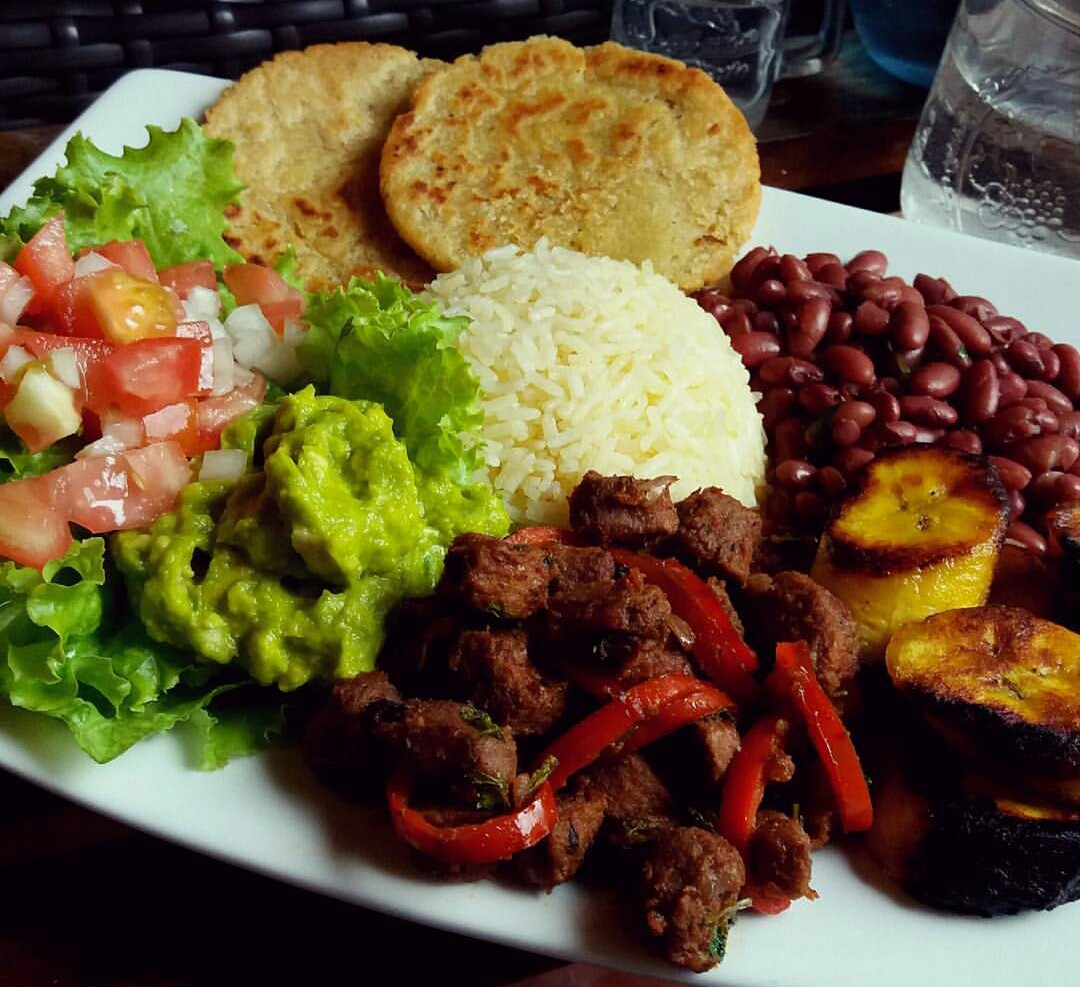
Plato de casado con carne de res en trozos, ensalada jardinera con aguacate, tortillas de maíz y plátanos maduros fritos.

Existen varias teorías que intentan explicar el origen del nombre del casado, todas provenientes de la segunda mitad del siglo XX, sin embargo ninguna es totalmente aceptada como verídica. Una de ellas narra que a la hora del almuerzo en una soda (restaurante típico costarricense) de San José, los trabajadores les solicitaban más comida a las cocineras, como si fuesen hombres "casados".
Otra explicación trata sobre el aumento de la actividad comercial a mediados del siglo anterior en la capital, época en la que los restaurantes de la ciudad empezaron a ofrecer un plato de buen tamaño para los obreros, pero sobre todo bien completo y que hiciera sentir a los trabajadores como si estuvieran en su casa, tomando de ahí el nombre de "casado", al servirse todo junto en un mismo plato como es costumbre en el hogar costarricense.
También existe la versión de que el plato es una variedad de ingredientes "casados" con el arroz, y por eso toma su nombre, ya que suele contener entre tres y cuatro cucharadas de arroz. Otra teoría menciona que el platillo se denomina así por ser el alimento de un hombre "casado", aunque la historia local también dice que un casado es "la primera comida en un matrimonio", ya que el platillo es elaborado con pequeñas porciones de varias preparaciones culinarias, con el objetivo de saber que guisado es el favorito de la pareja desde el primer día.

## Historia

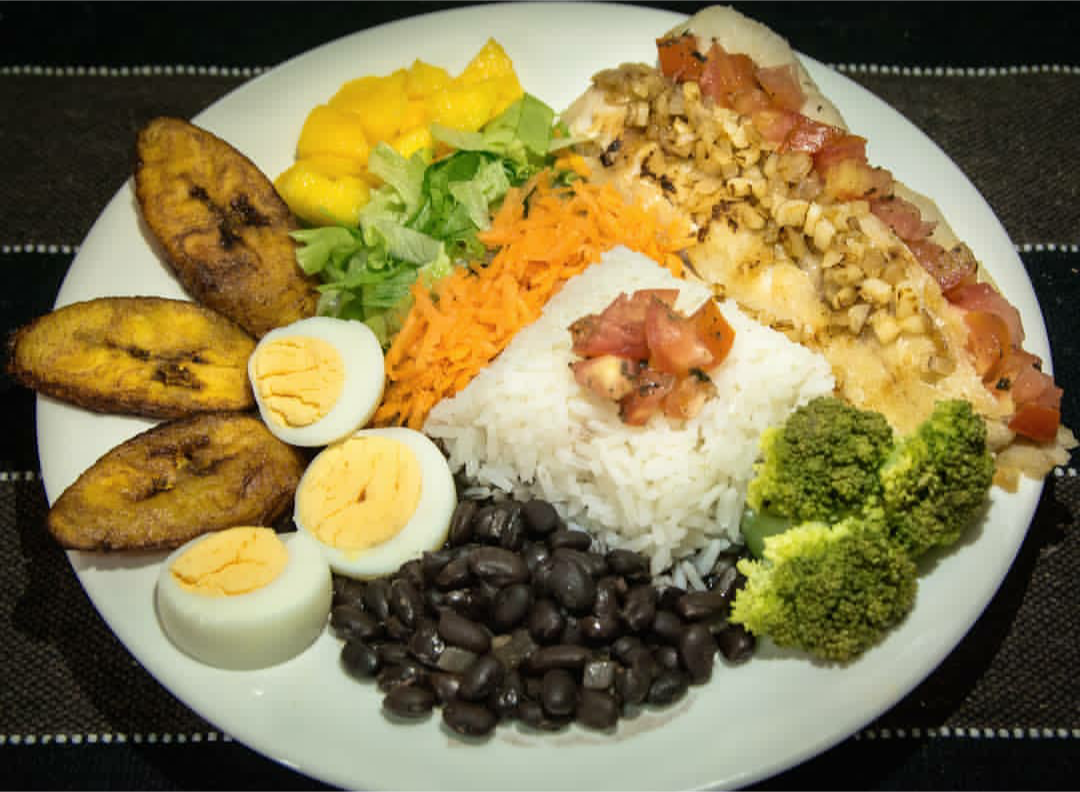
Casado con costillas de cerdo, verduras hervidas, huevos duros, picadillo de papa y plátanos maduros fritos.

Si bien muchos de los componentes de un casado ya se consumían en Costa Rica desde la época colonial —como los picadillos, la carne o el arroz y los frijoles— la consolidación de éste plato data de los años 60 (a mediados del pasado siglo), cuando se incrementa exponencialmente el número de trabajadores que se incorporan en los negocios, comercios e instituciones de San José, y que al buscar esta comida casera para almorzar, como la que acostumbraban en sus hogares, provocaron que los restaurantes josefinos comenzaran a servir platos que dieron origen al actual casado.

## Características

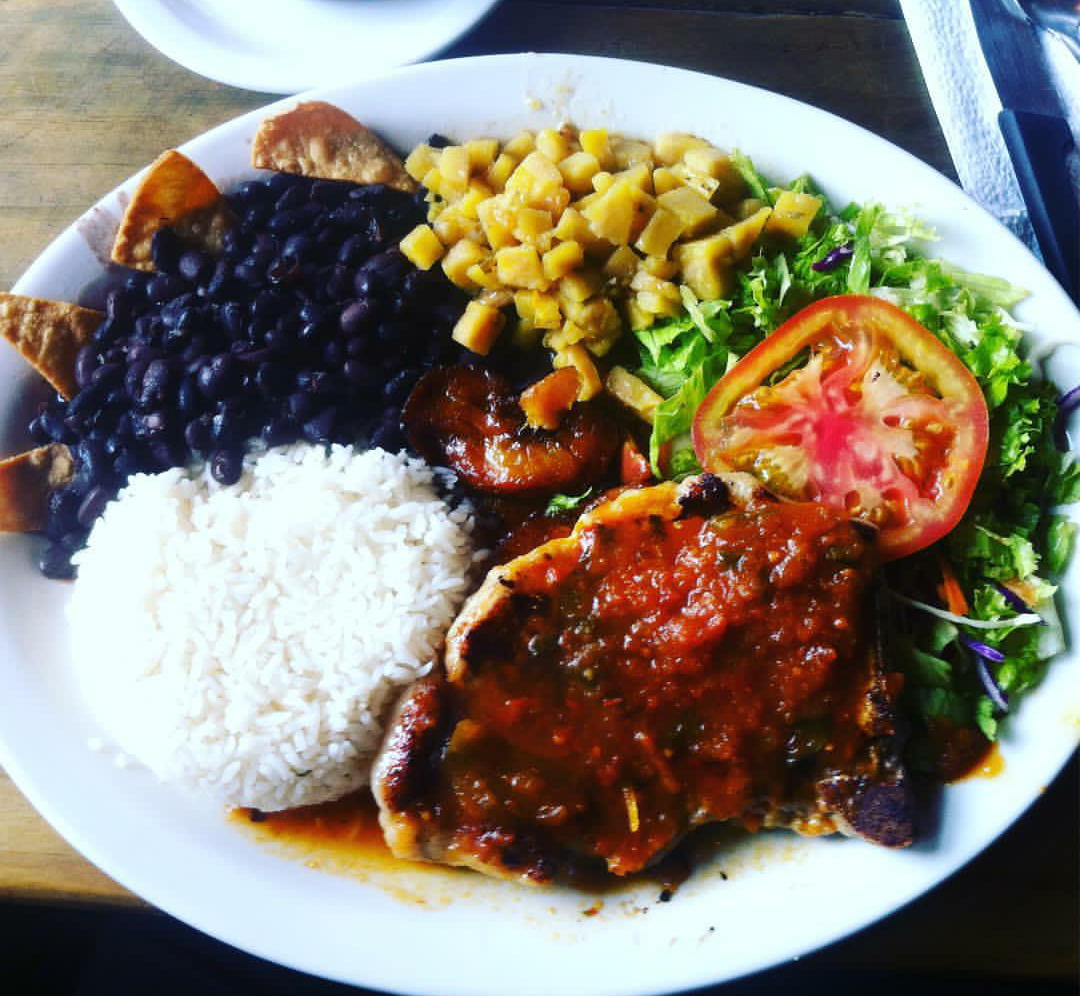
Un casado con chuleta en salsa de tomate, ensalada jardinera, picadillo de arracache y plátanos maduros.

El contenido tradicional de un casado se compone de: frijoles, arroz, plátano, picadillos, huevo y principalmente carne de vacuno, pollo, cerdo o pescado. Las ensaladas que lo acompañan dependen de la disponibilidad de los ingredientes, que pueden ir desde la papa o la yuca, hasta encurtidos o coles, entre muchas otras. Además, con regularidad se consume con alguna ración de pasta, que pueden ser una variedad de macarrones o canelones en salsa de tomate, así como una ensalada fría de caracolitos (lumaconi) con mayonesa y atún. Asimismo se suele acompañar de alguna vianda, generalmente tortillas o pan blanco.
El casado es uno de los tres principales platillos de la culinaria costarricense —junto con el gallo pinto y la olla de carne— ya que siempre representa una opción económica y típica en un menú del país. En esencia es un plato mestizo, que combina las tres principales influencias gastronómicas en Costa Rica (europea, indígena y africana), al integrar: el arroz traído por los españoles, los frijoles consumidos por africanos e indígenas, la pasta aportada por los italianos, el plátano frito proveniente de la cocina afroantillana y los picadillos inspirados en los guisos andaluces.